# كوجي ناكانو (لاعب كرة الماء)
كوجي ناكانو (باليابانية: 中野皓司) هو لاعب كرة الماء ياباني، ولد في 11 يناير 1947.

## وصلات خارجية
- كوجي ناكانو على موقع أوليمبيديا (الإنجليزية)